# サンディー・トム

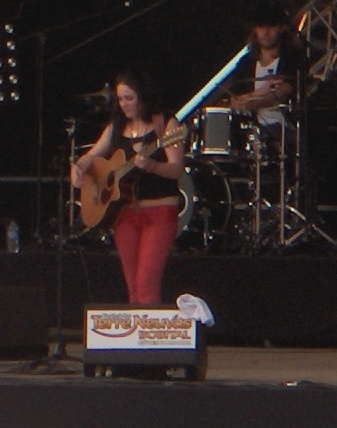
2007年、フランスでのライブにて

サンディー・トム（Alexandria "Sandi" Thom、1981年8月11日 - ）はスコットランド出身のシンガーソングライターである。
2005年に初のシングルを発表。自らのウェブサイトを通して自宅アパートの地下室で行ったライブを配信し人気を博す。

## 略歴
十代の3年間はバンドThe Residentsでキーボードを担当。18歳になりリヴァプール・インスティテュート・オブ・パフォーミング・アート (Liverpool Institute of Performing Arts) に入学。在学中に映画『天使にラブソングを2』にゴスペル聖歌隊の一人として出演。また、7人でバンドを結成しBBCの音楽コンテストに出場して、準決勝まで進出した。卒業後の2003年にスコットランドに戻った。

## ディスコグラフィ

### アルバム
- Smile... It Confuses People(2006年6月5日発売)
  - 1.When Horsepower Meant What It Said
  - 2.I Wish I Was a Punk Rocker (with Flowers in My Hair)
  - 3.Lonely Girl
  - 4.Sunset Borderline
  - 5.Little Remedy
  - 6.Castles
  - 7.What If I'm Right
  - 8.Superman
  - 9.Human Jukebox
  - 10.Time

- The Pink & The Lily(2008年5月26日発売)
  - 1.The Devil's Beat
  - 2.Shape I'm In
  - 3.Wounded Hearts
  - 4.Saturday Night
  - 5.Beatbox
  - 6.Remote Control Me
  - 7.Success's Ladder
  - 8.Mirrors
  - 9.Music in My Soul
  - 10.The Pink and the Lily
  - 11.I'm A Human Being
  - 12.The Last Picturehouse
  - 13.My Ungrateful Heart
  - 14.Speed of Life（日本盤ボーナストラック）
  - 15.The Ghost of Stevie Ray （日本盤ボーナストラック）
  - 16.The Monster's Called a Band（日本盤ボーナストラック）

### シングル
- I Wish I Was a Punk Rocker (With Flowers in My Hair)(2005年10月3日発売)
- What If I'm Right(2006年8月28日発売)

### 提供曲
- Only You (植村花菜の曲)2007年7月11日から配信開始。